# Dioctria ochrifacies
Dioctria ochrifacies är en tvåvingeart som beskrevs av Becker 1906. Dioctria ochrifacies ingår i släktet Dioctria och familjen rovflugor.
Artens utbredningsområde är Tunisien. Inga underarter finns listade i Catalogue of Life.